# Médaille de l'Anschluss
La médaille de l'Anschluss (en allemand, Die Medaille zur Erinnerung an den 13. März 1938) est une décoration militaire du Troisième Reich, créée en 1938, pour commémorer l'Anschluss (annexion de l'Autriche par l'Allemagne le 13 mars 1938).

## Historique
L'Anschluss fut le premier pas de la conquête d'Adolf Hitler pour Lebensraum (« espace vital ») afin de renforcer les flancs de l'Allemagne et d'affaiblir ceux de la Tchécoslovaquie. Les troupes allemandes traversèrent la frontière le 12 mars 1938, sans rencontrer aucune résistance.
Cette première provocation, bien qu'ayant déclenché quelques interrogations, ne déclencha pas d'alarme de la communauté internationale.

## Description
Médaille ronde en bronze représentant deux hommes libérés de leurs chaînes s'accrochant à un drapeau nazi. En bas un aigle nazi.
Au dos, la date de l'Anschluss est gravée (13 mars 1938), ainsi que les mots EIN VOLK • EIN REICH • EIN FÜHRER (« Un peuple • Un Empire • Un Meneur »), slogan de propagande utilisé pour justifier l'Anschluss.
La médaille se portait à gauche sur la poitrine, suspendue à un ruban rouge avec de chaque côté une fine rayure noire encadrée par deux rayures blanches.

## Récipiendaires
La médaille, aussi appelée médaille commémorative de l'Anschluss, fut décernée aux Autrichiens ayant contribué ou participé à l'annexion, ainsi que les membres autrichiens du NSDAP. Elle a aussi récompensé les représentants de l'État allemand et les membres de la Wehrmacht et de la SS ayant marché sur l'Autriche.
Elle fut décernée jusqu'au 13 décembre 1940. En tout, 318 689 médailles furent remises.